# Elvira Vasilkova
Elvira Vasilkova (Unión Soviética, 15 de mayo de 1962) es una nadadora soviética retirada especializada en pruebas de estilo braza, donde consiguió ser subcampeona olímpica en 1980 en los 100 metros.

## Carrera deportiva
En los Juegos Olímpicos de Moscú 1980 ganó la medalla de plata en los 100 metros estilo braza, con un tiempo de 1:10.41 segundos, tras la alemana Ute Geweniger y por delante de la danesa Susanne Nielsson; y en cuanto a las pruebas grupales ganó el bronce en los 4x100 metros estilos (nadando el largo de braza), con un tiempo de 4:13.61 segundos, tras Alemania del Este y Reino Unido.